# Karolina Riemen
Karolina Riemen, née le 19 août 1988 à Tuchów, est une skieuse acrobatique polonaise s'illustrant en cross.

## Palmarès

### Jeux olympiques d'hiver
| Épreuve / Édition | Vancouver 2010 | Sotchi 2014 |
| Skicross          | 16e            | -           |

### Championnats du monde
| Épreuve / Édition | Deer Valley 2011 | Voss-Oslo 2013 |
| Skicross          | 6e               | 10e            |

### Coupe du Monde
- 11e en skicross en 2013.
- 16e en skicross en 2012.
- 13e en skicross en 2011.
- 43e en skicross en 2010.
- 36e en skicross en 2009.
- 38e en skicross en 2008.